# Káosz Professzor
A Káosz Professzor (Professor Chaos) a South Park című rajzfilmsorozat 85. része (a 6. évad 6. epizódja). Elsőként 2002. április 10-én sugározták az Amerikai Egyesült Államokban.

## Cselekmény
|  | Alább a cselekmény részletei következnek! |

Kenny végleges halála után a negyedik barát Butters lett, de ebben az epizódban a többiek kirúgják a csapatból, mert nem illik közéjük. Cartmanék ezt követően kiírnak egy versenyt, hogy új negyedik tagot találjanak maguk mellé. Eközben Butters a visszautasítástól annyira lehangolt és dühös lesz, hogy létrehozza az alteregóját, Káosz Professzort, akinek a célja az, hogy pusztulást hozzon a világra. Ennek érdekében olyan „gonoszságokat” követ el, mint két leves felcserélése egy étteremben és az iskolai táblaszivacs ellopása.
Ezzel egyidőben a főszereplő fiúk összehívnak húsz helyi gyereket, hogy egy reality-showra emlékeztető versenyben megküzdjenek a barátságukért. A versenyen a következők indulnak: Dougie, Token, Mark (a Ritmikus csimpifon című részből), Pip, Jason, Craig, Fosse, Clyde, Terrance, Wendy, Timmy, Loogie, Bebe, Jimmy, Damien, Törcsi, Dog Poo, Filmore, Ike, Tweek és egy ismeretlen óvodás fiú.  
A vidámparki forduló után a tíz továbbjutó barátjelölt: Token Black, Clyde, Craig, Timmy, Pip, Jimmy Vulmer, Jason, Törcsi, Loogie és Tweek.
Az egyik korai kieső, Dougie – aki szemtanúja volt a szivacslopásnak – kapcsolatba lép Buttersszel és Rettenet Tábornok néven a társa lesz. Együtt eszelnek ki különféle ötleteket a világ megsemmisítésére, mint például a Föld elárasztása egy kerti locsolócsővel vagy aeroszolos dezodor fújása a levegőbe, a légkör elpusztítása érdekében. Eközben folytatódik a negyedik barát pozíciójáért kiírt vetélkedő és hat versenyző jut be a döntőbe: Token, Timmy, Jimmy Vulmer, Tweek, Törcsi és Pip. 
Az epizód három függőben hagyott kérdéssel végződik: Sikerül-e Káosz Professzorék terve a Föld elpusztításával kapcsolatban? Ki fog meghalni a következő részben? Ki lesz a negyedik barát?
A válasz azonnal megérkezik, sorrendben: Nem, Ms. Choksondik, Tweek.

## Utalások
- Butters gonosz alteregója leginkább az X-Men negatív főszereplőjére, Magnetóra és a Marvel Comics egyik karakterére, Dr. Doomra emlékeztet.
- A versengés, hogy a gyerekek találjanak egy negyedik barátot, a Nagy Ő (The Bachelor) című műsort figurázza ki, míg a verseny alatt elhangzó dal a Jóbarátok című sorozat zenéjének paródiája.
- A dal, amit Törcsi megpróbál előadni a gitárján, a Led Zeppelin zenekar „Stairway To Heaven” című száma. Törcsi azonban annyira bedrogozott, hogy nem tudja eljátszani a nyitó dallamot.

## Érdekességek
- Az epizódban Damien és Loogie (A fogtündér című epizódból) is visszatér egy-egy rövid jelenet erejéig.

## Külső hivatkozások
- Káosz Professzor a South Park Studios hivatalos honlapon (Archiválva 2008. március 27-i dátummal a Wayback Machine-ben)
- Káosz Professzor az Internet Movie Database oldalon (angolul)